# Terina latifascia
Terina latifascia är en fjärilsart som beskrevs av Walker 1854. Terina latifascia ingår i släktet Terina och familjen mätare. Inga underarter finns listade i Catalogue of Life.